# Athabasken

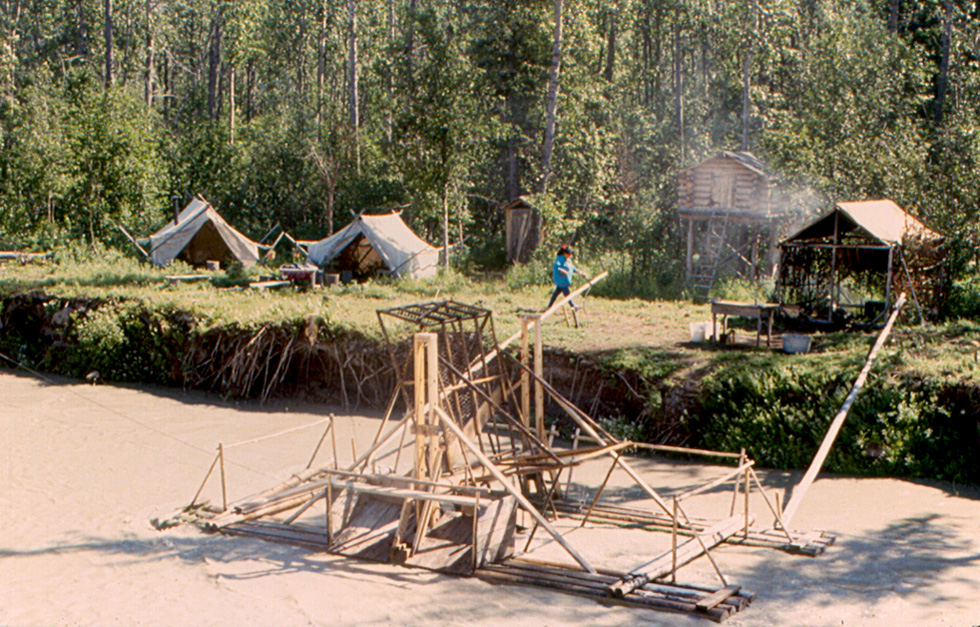
Fischcamp der Tanana am Tanana River in Alaska (1997)

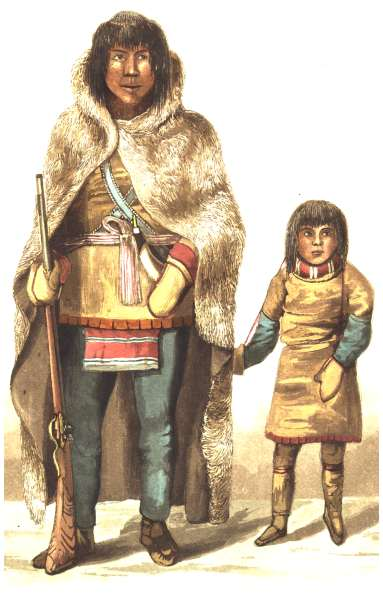
Die Yellowknife-Athabasken Akaitcho und Sohn, 1821

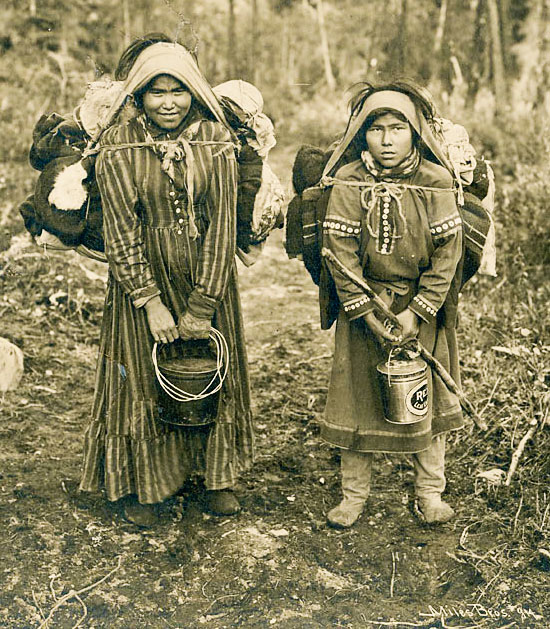
Zwei Mädchen der Ahtna-Athabasken mit traditionellem Tragesystem

Athabasken bzw. Athapasken ist eine Sammelbezeichnung für die zahlreichen zerstreut lebenden indigenen Bands des nördlichen Zweiges der athapaskischen Sprachfamilie, die bis auf eine Ausnahme (Dena'ina, Meeresfischer im Cook Inlet) in den borealen Nadelwäldern, Waldtundren, Bergwäldern sowie entlang der großen Flüsse und Seen Alaskas (2005 ca. 7.000) und Nordwest-Kanadas (2005 ca. 27.000) leben.
Der Name „Athapaskaw“ stammt von den südlich benachbarten Wald-Cree und bedeutet „überall ist Gras oder Rohr“ und bezieht sich auf die Region im Westen des Athabasca Lake im nördlichen Alberta.
Es sind zwei große regionale Gruppen zu unterscheiden:
- die Alaska-Athabasken oder Alaska-Dene (mit 13 Sprachen) im Interior Alaska sowie dem angrenzenden Yukon-Territorium, die sich selbst als Dinaa oder Dena („Volk“) bezeichnen sowie
- die nördlichen Athabasken oder Dene (mit 18 Sprachen) in den Nordwestterritorien (Denendeh – „Land der Dene“), im Yukon-Territorium, Nunavut sowie südlich angrenzenden Gebieten der Provinzen British Columbia, Alberta, Saskatchewan und Manitoba im Nordwesten Kanadas, die sich selbst als T'ine, T'ana und heute zumeist als Dene (Dené) („Volk“) bezeichnen.

Dieser nördliche Zweig der athabaskischen Sprachfamilie gliedert sich somit in mindestens 31 Einzelsprachen, die sich zudem auf Grund der Sozialstruktur der Athabasken wiederum in zahlreiche regionale Dialekte gliedern (gesprochen von je einer Lokalgruppe). Trotz der Sprachverwandtschaft sind die Sprachen untereinander nicht verständlich. Selbst innerhalb der Einzelsprachen – die jeweils als Dialektkontinuum zu betrachten sind – schwindet die gegenseitige Verständlichkeit mit zunehmender geographischer Distanz der Gruppen erheblich.
Die heute übliche Einteilung in Stammesgruppen wurde auf Grund der Sprachfamilien durch Linguisten und Anthropologen getroffen und suggeriert somit ein Selbstverständnis der Alaska-Dene oder der Dene. Tatsächlich betrachteten sich benachbarte und einen verwandten Dialekt sprechende Lokalgruppen jedoch nicht als eine größere Gemeinschaft und die Athabasken hatten nie eine soziale oder politische Idee einer Nation bzw. Stammesidentität entwickelt.
Die im Südwesten der USA und Nordmexiko beheimateten Südlichen Athabasken hatten ähnliche Bezeichnungen wie die nördlichen Athabasken (Dene) und Alaska-Athabasken (Alaska-Dene); die Navajo nannten sich Diné und die Apache (je nach Dialekt) Indee, Ndé oder T'Inde („Volk“).

## Stammesgruppen der Athabasken

Verbreitung der nordathabaskischen Gruppen

Wie bereits erwähnt wurden die verschiedenen Gruppen der Athabasken erst durch die Europäer in größere regionale und kulturelle Stammesgruppen eingeteilt; vorher war dies den Athabasken völlig fremd, da sie durch eine traditionelle Stammesgesellschaft sowie die für alle Athabasken typische Individualität geprägt waren. Die benachbarten Athabasken erkannten sich zwar anhand der gemeinsamen Sprache als jeweils sprachlich verwandt an, jedoch entwickelten die einzelnen Stammesgruppen unterschiedliche Kulturen und bekämpften sich teilweise gegenseitig. Jede Stammesgruppe unterteilte sich wiederum in Bands und diese nochmals in kleinere Lokalgruppen. Bis heute ist jedoch manchmal die Zuordnung mehrerer Bands (bzw. Lokalgruppen) zu einer Stammesgruppe umstritten. Zudem werden manche – seitens der Athabasken als eigenständige Sprachen betrachtete Varietäten – von Linguisten nur als Dialekte einer gemeinsamen Sprache wahrgenommenen (z. B. das Tahltan mit den Sprachen / bzw. Dialekten: Kaska (Dene Zágéʼ), Tahltan (Dahdzege) sowie Tagish (Tā̀gish)). Da die meisten Athabasken unter anglisierten Fremdbezeichnungen benachbarter – oftmals nichtathabaskischer Völker – bekannt wurden, sind hier die meist gebräuchlichen Stammesbezeichnungen wiedergegeben sowie (in Klammern) zuerst die Eigenbezeichnungen und dahinter die Namensherkunft (Sofern nicht anders angegeben bedeuten die Eigenbezeichnungen jeweils einfach „Volk“ oder „Menschen“).

### Alaska-Athabasken oder Alaska-Dene
Die Alaska-Dene werden allgemein in elf Stammesgruppen unterteilt, von denen manche auch im angrenzenden Yukon anzutreffen sind (von Nordwesten nach Südosten):
1. Koyukon (Dinaa, Tl'eeyegge Hut'aane – „Volk mit einer gemeinsamen Sprache“, oftmals jedoch nach der Zugehörigkeit ihrer regionalen Band/Gruppe als Hut'aane / Hotana – „Bewohner einer Gegend“, „Volk entlang, von, vom …“; Namensherkunft: Koyukukhotana – „Volk am Koyukuk River“, nordwestlichste Gruppe der Alaska-Dene)
- Kaiyuhkhotana oder Lower Yukon Koyukon (entlang des Yukon River zwischen dem Anvik River und Koyukuk River, einschließlich des Entwässerungsgebiets des Innoko River nördlich des 63. Breitengrads Nord, wurden sowohl von den Koyukukhotana als auch von den Yukonikhotana / Unakhotana als Feinde betrachtet, nur sie leisteten mit Kämpfen den Europäern Widerstand)
- Koyukukhotana oder Koyukuk River Koyukon (im Entwässerungsgebiet des Koyukuk River)
- Yukonikhotana / Unakhotana oder Upper Yukon Koyukon (im Entwässerungsgebiet des Yukon River südlich der Einmündung des Tanana River bis zur Mündung des Koyukuk River)

2. Gwich'in oder Kutchin (Dinjii Zhuu – „kleine Leute“; Namensherkunft: Gwich’in – „Bewohner einer Gegend“, nördlichste Gruppe aller Indianer, lebten meist nördlich des Polarkreises in den Yukon Flats entlang des Yukon Rivers, Porcupine Rivers, Chandalar Rivers, Peel River, Mackenzie River und Arctic Red River im Norden vom Yukon und der Nordwestterritorien sowie im Nordosten Alaskas)
3. Hän (Han) (Jëjee, Hän Hwëch'in – „Volk entlang des Flusses, d. h. des Yukon River“, oftmals jedoch nach der Zugehörigkeit ihrer regionalen Band/Gruppe als Hwëch'in – „Bewohner einer Gegend“ oder „Volk entlang, von, vom …“; Namensherkunft: Anglisierung ihrer Eigenbezeichnung Hän Hwëch'in bzw. des Gwich'in-Worts hangʷičʼin (Han Gwich'in), was beides „Volk entlang des (Yukon) Flusses“ bedeutet, lebten beiderseits des oberen Yukon Rivers und des Klondike Rivers im Yukonterritorium und Alaska – oftmals fälschlich als eine Band der Gwich'in betrachtet)
4. Holikachuk oder Innoko (Dina, oftmals jedoch nach der Zugehörigkeit ihrer regionalen Band/Gruppe als Doogh Hit'an – „Einheimische“, „Locals“, „Bewohner einer Gegend“ oder „Volk entlang, von, vom …“; Namensherkunft: Xiyighelinghdi (Huligachagat), der Bezeichnung eines inzwischen aufgegebenen Dorfes sowie nach ihren Stammesgebieten entlang des Middle und Upper Innoko River im Westen Alaskas – fälschlich oftmals mit den Koyukon zusammengefasst, obwohl sie kulturell den Deg Hit'an am nächsten stehen)
5. Ingalik (Dena oder Dina, heute Deg Hit'an – „Einheimische“, „Locals“, „Bewohner einer Gegend“ oder „Volk entlang, von, vom …“ (diente ursprünglich zur Bestimmung der Zugehörigkeit zu einer regionalen Band/Gruppe); Namensherkunft: Yup'ik-Wort Ingqiliq – „Jene, die Eier von Läusen haben“, „Jene, die verlaust sind“, eine Sammelbezeichnung für alle Athabasken und später für alle Indianer, wird von den Deg Hit'an als beleidigend abgelehnt, lebten entlang des Anvik River, des Innoko River, des Lower Yukon River sowie des Middle Kuskokwim River, daher in älterer Literatur auch Anvik-Shageluk Ingalik, Kuskokwim Ingalik oder Yukon Ingalik genannt – oftmals fälschlich als Kaiyuhkhotana bezeichnet)
6. Upper Kuskokwim oder Kolchan / Goltsan (Dina'ena, heute jedoch: Dichinanek' Hwt'ana oder Digenegh xit'an- „Volk entlang des mit viel Holz gesäumten Flusses, d. h. des Kuskokwim Rivers“; Namensherkunft: wurden nach ihrem Stammesgebiet entlang des Upper Kuskokwim River im Südwesten Alaskas benannt oder nach der Tanaina-Bezeichnung Gheltsana oder Giltsane – „die Fremden, die Anderen“ für benachbarte im Inland wohnende Athabasken – oftmals fälschlich als McGrath Ingalik bezeichnet, obwohl ihre Sprache und Kultur den Tanana/Lower Tanana näher steht als den Deg Hit'an (Ingalik), zudem wurden sie irrtümlich auch als Tundra Kolosh / Koulischen den Tlingit zugerechnet, da im Russischen Letztere als Koloshi (Колоши) bezeichnet wurden, was auf das Sugpiaq-Alutiiq-Wort kulut'ruaq für Labret-Piercing zurückgeht)
Tanana Athabasken (hatten keine gruppenübergreifende Eigenbezeichnung, da sie sich nicht als eine Ethnie verstanden, je nach Sprache bzw. Dialekt: Dena, Dendeh / Dendeey oder Dineh, jedoch oftmals nach der Zugehörigkeit ihrer regionalen Band/Gruppe als Kokht'ana, Koxt'een / Koxt'en iin oder Koht'iin – „Bewohner einer Gegend“ oder „Volk entlang, von, vom …“; Namensherkunft: Anglisierung des Gwich'in-Worts Tanan Gwich'in – „Volk entlang des Tanana River (Tanan Gwinjik)“ oder des Koyukon-Worts Ten Hut'aane – „Volk entlang des (Flusswasser) Pfades“, da diese den Tanana River Tene No'  – „Wasserpfad“ nannten, wird meist als Sammelbegriff für drei regionale Gruppen verwendet, die verwandte Sprachen bzw. Dialekte sprechen, lebten im Flussgebiet des Tanana River im Osten vom Interior Alaska sowie teilweise im angrenzenden Yukon)
7. Tanana / Lower Tanana und/oder Middle Tanana (Dena bzw. Kokht'ana)
8. Tanacross oder Tanana Crossing (Dendeh / Dendeey bzw. Koxt'een / Koxt'en iin)
9. Upper Tanana (Dineh bzw. Koht'iin)
10. Tanaina (Dena'ina, einzige Gruppe der Alaska-Dene, die bis zur Küste vorstieß, sich in dauerhaften Siedlungen niederließ und den Seefischfang übernahm, lebten im Gebiet des Cook Inlet – von ihnen als Tikahtnu – „Viel Wasser führender Fluss“ oder Nuti – „Salzwasser“ genannt – im südlichen Zentral-Alaska, ihr Stammesgebiet (Dena’ina Ełnena) erstreckte sich von Seldovia im Süden bis nach Chickaloon im Nordosten, von Talkeetna (K'dalkitnu) im Norden und Lime Village (Hek'dichen Hdakaq') im Nordwesten bis nach Pedro Bay im Südwesten)
11. Ahtna oder Copper-River-Athabasken (Atna Hwt'aene – „Eis-Menschen“, auch meist jedoch Koht'aene [kote-an-eh] / Hwt'aene – „Bewohner einer Gegend“ oder „Volk entlang, von, vom …“, um durch eine Ortsangabe die Zugehörigkeit zu einer regionalen Band/Gruppe zu bestimmen; Namensherkunft: Anglisierung ihrer Eigenbezeichnung als Ahtna, Ahtena, Atnatana, Ahtnakotana, Ahtna-Khotana oder Ahtna-Kohtaeneda sich ihr Stammesgebiet (Atna Nenn') im Südosten Alaskas entlang des Copper River (Atna River) – von ihnen  'Atna' tuu „Fluss der Ahtna“ genannt – und dessen Nebenflüssen erstreckte, bedeutet ihr Stammesname etwa „Volk am 'Atna' River, d. h. des Copper River“)
- Lower Ahtna (Atnahwt'aene – „Volk an der Mündung des ('Atna') Copper River“ (in den Golf von Alaska))
- Central Ahtna oder Middle Ahtna (Dan'ehwt'aene)
- Western Ahtna (Tsaay Hwt'aene oder Dze Ta Hwt'aene – „Volk inmitten der Berge, der Nutzotin Mountains“)[12]
- Upper Ahtna (Tatl’ahwt’aene – „Volk vom Oberlauf des ('Atna') Copper River“)

#### Weitere Unterteilung
Zudem teilt man auf Grund kultureller Adaption an die jeweilige „Landschaft / Umwelt“ (Klima, Topographie, Flora und Fauna), der Ressourcennutzung (Landnutzung, Größe und räumliche Verteilung der Bevölkerung sowie Siedlungstypen) der Sozialstrukturen (Soziale Beziehungen, Ökonomie sowie Herrschaft und Autorität) und der hieraus sich entwickelnden jeweiligen Kulturellen Identität (Spiritualität und Soziale Regeln) sowie der daraus entstandenen/beeinflussten kulturellen Produkte (Jagd-, Waffen- sowie Handwerks-Techniken, „Wissenschaften“ und Kunst) die Alaska-Dene nochmals in zwei regionale/kulturelle Gruppen ein:
- Südliche Alaska-Athabasken (Southern Alaskan Athabaskans) bzw. Südliche Alaska-Dene: die Dena'ina und Ahtna, da sie kulturell stark den südlich lebenden Tlingit sowie anderen Völkern gleichen.
- Zentrale Alaska-Athabasken (Central Alaskan Athabaskans) bzw. Binnen-Athabasken (Interior Athabaskans): alle übrigen Alaska-Dene, da sie kulturell stark entweder von den Yupik und Iñupiat Eskimo im Norden und Nordwesten oder von den nördlichen Athabasken bzw. Dene – z. B. den Chipewyan (Dënesųłiné) und North und South Slavey – im Osten beeinflusst waren.

### Dene und/oder nördliche Athabasken

#### Dene
Die heutige Bezeichnung Dene hat zwei Bedeutungen und wird dementsprechend unterschiedlich verwendet; meist (und im engeren Sinn) wird der Begriff Dene nur für fünf (nach anderer Definition sechs) athabaskischsprachige Bands in Denendeh („Land der Dene“, den heutigen Nordwest-Territorien) und Nunavut sowie einigen Teilen von Manitoba, Alberta im Norden Kanadas benutzt:
1. Chipewyan (Denésoliné oder Dënesųłiné – „Volk des kargen, öden Landes“; Namensherkunft: Wetcipwayi Wiyiniwuk bzw. Cīpwayān (ᒌᐘᔮᐣ) – ‘People wearing Pointed Skins’ aus der Cree-Sprache der feindlichen Woodland Cree, womit sie auf den typischen Schnitt und Stil der Chipewyan-Parkas hinwiesen (abgel. aus cīpwāw (ᒌᐚᐤ) – ‘to be pointed’ und wayān (ᐘᔮᐣ) – „Haut“ oder „Fell“ zu Cīpwayān). Das algonkin-sprachige Volk der in den USA meist Chippewa genannten Anishinabe (Ojibwe) hat trotz der Ähnlichkeit des Namens nichts mit den Chipewyan zu tun)
2. Yellowknives (T'atsaot'ine – „Volk des Wasser-Auswurfs“, einer bildlichen Umschreibung des im Fluss vorkommenden Kupfers oder Acha'otinne – „Waldland-Volk“, Namensherkunft: europäische Pelzhändler nannten sie Yellowknife („Gelbmesser“), Red Knife („Rotmesser“) oder Red Indians („Rote Indianer“) oder Copper Indians („Kupfer-Indianer“), da diese Kupfermesser benutzten, deren Klingen rot-gelblich schimmerten sowie der Coppermine River und Yellowknife River in ihrem Stammesgebiet reich an diesem Metall waren. Fälschlich unter ihrer Chipewyan-Bezeichnung Tandzán-hot!ínne – „Jene, die am schmutzigen See leben“ als eine regionale Chipewyan Großgruppe betrachtet, jedoch betrachteten sich die Yellowknife als eigenständige Ethnie mit wiederum mehreren Bands und Lokalgruppen und waren meist den Chipewyan äußerst feindlich gesinnt)
3. Dogrib (Tłįchǫ bzw. Tåîchô – „Hunderippe“ oder Tłįchǫ Done – „Hunderippen-Volk“; Namensherkunft: Adaption ihrer Eigenbezeichnung ins Englische)
4. North Slavey (Dene wá, die weniger von Fischfang als von der Jagd in den Wäldern und Tundren der Berge und Ebenen lebenden Bands nannten sich Ɂehdzo Got’ı̨ne – „Fallensteller-Volk“, heute zumeist jedoch Sahtú Dené / Sahtu Dene – „Volk am Great Bear Lake“, unterteilten sich nochmals in vier regionale, kulturelle sowie unterschiedliche Dialekte sprechende Gruppen)
- Hare(skin) Dene (K'ahsho Got'ine / K'áshot' Got'ine – „Volk mit großen Pfeilspizen“ oder K'a so Got'ine / Katoo Got'ine – „Volk der großen Weiden“, Namensherkunft: (Hare(skin) Dene ist vermutlich eine Falschübersetzung von Gahwié Got'ine – „Kaninchen(Fell)-Volk“, da sie gewebte Kleidung aus Schneehasen-Fellen trugen))
- Mountain Slavey (Mountain Dene) (Shita Got'ine / Shúhtagot'ine – „Volk inmitten der Berge“)
- Willow Lake Dene (K'áálǫ Got'ine – „Volk am Willow Lake“)
- Sahtú Dene (Great Bear Lake Dene) (Sahtú Got'ine/Sahtúot'ine/Sahtú Dene – „Volk am Great Bear Lake“, entwickelten ab 1850 eine eigenständige Identität als Sahtúot'ine oder Sahtú Dene, nachdem während des Pelzhandels K'ahsho Got'ine Bands, die Satihot'in und Et'at'in regional bands der Dogrib (Tłįchǫ) sowie einige Shita Got'ine, Gwich’in und South Slavey bei Déline (Fort Franklin) am Sahtú (Great Bear Lake) bevorzugt zum handeln kamen. Bald gab es Heiraten unter den Mitgliedern der verschiedenen Dene Bands und gemeinsame Siedlungen rund um das Fort sowie am Seeufer wurden errichtet. Ihr Dialekt weist große Einflüsse des Dogrib (Tłįchǫ Yatiì) auf)

5. South Slavey (Deneke oder Dene, heute Dene Tha -„Wahres Volk“ in Alberta sowie Deh Cho Dené / Deh Cho Dene – „Volk am großen Fluss, d. h. am Mackenzie River“ im Nordwestterritorium)
Die Gwich'in oder Kutchin (Dinjii Zhuh – „kleine Leute“) werden – obwohl sowohl in Alaska als auch im Yukon und Nordwestterritorium ansässig – meist als Alaska-Dene betrachtet, da sie zusammen mit dem Hän (Häɬ goɬan) bzw. Hänkutchin der Hän (Hän Hwëch'in) die sprachliche Untergruppe „Kutchin-Hän“ der nördlichen athabaskischen Sprachen bilden.

#### Nördliche Athabasken
Fasst man den Begriff Dene weiter (dies geschieht vermehrt in neuerer Fachliteratur sowie seitens der assoziierten Ethnien) werden zudem folgende Bands und Stammesgruppen ebenfalls als Dene betrachtet, meist werden diese jedoch zum Unterschied zu den oben aufgeführten Dene nördliche Athabasken oder (oftmals in Kanada) einfach Athabasken genannt (dieser Begriff kann wiederum die oben aufgeführten Bands der eigentl. Dene mit einschließen). Sie bewohnten vor allem die Nadelwälder der kanadischen Kordilleren. Ihre Wohngebiete reichten im Süden jedoch bis in die Laubwälder und Waldsteppen der sogenannten Parklands und zu einem kleinen Teil in die nördlichen Plains westlich und südlich der eigentl. Dene in Yukon, British Columbia, Alberta und Saskatchewan:
- Tutchone oder Tutchonekutchin (je nach Dialekt: Dan oder Dän, meist bezeichneten sie sich jedoch nach der Zugehörigkeit ihrer regionalen Band/Gruppe als Huč’an oder Ku Dän – „Volk von “; Namensherkunft: mit Dechan to hot'yan – „Volk, das in den Wäldern lebt“ wurden in ihrer Sprache ursprünglich Tutchone im Stewart River Valley bezeichnet – „Tutchone“ bzw. Wood Indians oder Stick Indians ist dann als Stammesbezeichnung für alle Gruppen übernommen worden,[15] ihr Stammesgebiet umfasste das von den Oberläufen des Alsek und Yukon Rivers (Chu Nìikwän) geprägten Plateaus sowie entlang des Tatshenshini Rivers (Shäwshe Chù) im Südwesten des Yukonterritoriums sowie im Nordwesten British Columbias, begrenzt im Südwesten vom Küstengebirge und Saint Elias Mountains sowie im Nordosten von der Selwyn Range – trotzt der vormals gebräuchlichen Stammesbezeichnung als Tutchonekutchin gehören sie nicht den Gwich'in (Kutchin) an; kulturell sowie sprachlich unterscheidet man zwei große Gruppen – die Northern Tutchone nördlich / nordöstlich des Lake Laberge sowie die Southern Tutchone südlich / südwestlich)
  - Northern Tutchone (Dan oder Huč’an, ihr Streifgebiet reichte vom Stewart River (Na Cho Nyak) („Großer Fluss“) sowie dem Pelly River und Macmillan River im Norden, den White River im Südwesten, das Einzugsgebiet des Big Salmon Rivers im Südosten sowie die Selwyn Range im Osten, während des aufkommenden Pelzhandels siedelten größere Gruppen bei den Handelsposten Fort Selkirk und Big Salmon River Village)
  - Southern Tutchone (Dän oder Ku Dän, ihr Streifgebiet reichte vom Teslin River westwärts bis zum White River und vom Lower Tatshenshini (Shäwshe Chù) im Süden bis zum Nisling River im Norden, wichtige weitere Fischgründe waren der Donjek River, Kluane River, Kluane Lake, Hutshi Lakes und Bear Lake, Mitte des 18. Jhd. bis Anfang des 19. Jhd. kamen insb. die südlichsten regionale Gruppen der Southern Tutchone verstärkt unter den kulturellen/politischen Einfluss der Chilkat Tlingit (Jilḵáat Ḵwáan), die den Handel entlang des Dalton Trails sowie Chilkoot Trails (sog. Grease trails bzw. „Fettpfade“) ins Landesinnere zu den Athabasken kontrollierten)[16]
- Tagish (Tā̀gish kotʼīnèʼ – „Volk vom Tagish Lake“, lebten in der Region des Tagish Lake – von ihnen Tā̀gish – „das Eis (des Frühlings) bricht“ genannt – und des Marsh Lakes sowie entlang des Yukon River (Tahgàh Cho) im Yukonterritorium im Nordwesten von Kanada, später jedoch unter dem Einfluss der kulturell und politisch mächtigeren Tlingit – deren Sprache sie auch übernahmen – betrachteten sie sich als regionale Stammesgruppe der Tlingit mit Tagish-Vorfahren und bezeichneten sich als Tagish Ḵwáan)
- Tahltan (Tāłtān, betrachten sich als erste Bewohner des Stikine River, ihr Stammesgebiet umfasste ca. 242.163 km² im Nordosten von British Columbia, es reichte vom Küstengebirge ostwärts bis in die tiefer gelegenen borealen Nadelwälder in Yukon im Norden, im Osten bis zu den (nach den Kaska Dena benannten) Cassiar Mountains und umfasste im Süden die Oberläufe des Nass River und Skeena River; weitere wichtige Flüsse waren der Iskut River, Klappan River und Dease River)
- Kaska Dena (Gudanéʼ oder Gudene – „Bewohner einer Gegend“, „Volk entlang, von, vom …“, lebten im Flussgebiet des Liard River, Finlay River, Ross River und Pelly River im Nordwesten von Kanada, ihr einstiges ca. 240.000 km² großes Stammesgebiet erstreckte sich über den Norden von British Columbia, den Südosten von Yukon sowie bis in den Südwesten der Nordwestterritorien)
- Tsetsaut (Wetaɬ bzw. Wetalth; Namensherkunft: T'set'sa'ut, Ts'a̱ts'aaw oder Jits'aawit („Volk im Landesinnern“) war unter den Gitxsan, Tsimshian und Nisga’a ein Sammelbegriff für mehrere benachbarte feindlichen Bands der nördlichen Athabasken – neben den Tsetsaut auch für die Sekani, Kaska Dena, Tahltan und Tagish, zur Unterscheidung von diesen Athabasken nannte man die Tsetsaut auch eigentl. Tsetsaut oder Westliche Tsestaut und manche Gruppen der heutigen Tahltan auch Östliche Tsestaut)
- Sekani (je nach Dialekt: Tsek’ene, Tse Keh Nay, Tsay Keh Dene – „Volk in den steinigen Bergen“; Namensherkunft: eine Anglisierung ihrer Eigenbezeichnung, lebten entlang des Upper Fraser River nordwärts entlang der Rocky Mountain Trench bis zum Quellgebiet des Kechika River, eines Nebenflusses des Liard River, am Williston Lake, nordwestwärts über den Takla Lake einschließlich entlang des Finlay River und Parsnip River, wurden oftmals aufgrund kultureller und sprachlicher Ähnlichkeiten mit den benachbarten Dane-zaa (Daneẕaa) als eine Untergruppe der Dane-zaa (Daneẕaa) betrachtet, die sich vor den vordringenden bewaffneten Plains Cree in die Berge geflüchtet hatte)
- Chilcotin (Tsilhqot'in – „Volk des blauen Wassers“ oder „Volk entlang des Flusses“, Tsilh – „blau“, qo – „Wasser“ und t'in – „Volk“; Namensherkunft: eine Anglisierung ihrer Eigenbezeichnung, lebten entlang des Chilcotin River im Chilcotin Plateau zwischen Fraser River und den Coast Mountains im Süden British Columbias, wurden bekannt durch den Chilcotin-Krieg unter Führung des Häuptlings Klattasine (Lhats'asʔin)[17] (Chinook Wawa: „Wir wissen seinen Namen nicht“), der sich gegen die Erschließung / Durchquerung des Landes während des Cariboo-Goldrauschs vergeblich wehrte)
- Carrier oder heute vermehrt Dakelh („Träger“, historische Sammelbezeichnung für zwei sprachlich verwandten Stammesgruppen; Namensherkunft: englische Übersetzung des Sekani-Namens für Dakelh-Gruppen als Aghelhne oder Aɣelne – „Jene, die etwas tragen“ bzw. „die Träger“, da die Dakelh-Witwen die Asche ihrer verstorbenen Männer drei Jahre lang in einem Tragesack umhertrugen)
  - eigentliche Carrier oder Dakelh (heute meist Dakelh, jedoch bezeichnen sich nur die südlichen und mittleren Dialektgruppen als Dakelh / Dakelh-ne – „Volk das über Wasser reist“ (eine Kontraktion der Bezeichnung uda ukelh und ne), die nördlichen Dialektgruppen hingegen als Yinkadinee oder Yinka Déné – „Menschen der Welt“)
  - fälschlicherweise Nördliche bzw. Westliche Carrier genannt:
    - Babine oder Nördliche Carrier (Yinka Whut'en – „Menschen der Welt“; Namensherkunft: französische Pelzhändler beobachteten beim Erstkontakt, dass Frauen der Babine Labret-Piercings (Lippenpiercings) trugen und nannten sie daher Babine (in etwa „lippig“), lebten entlang des Babine Rivers sowie rund um den Babine Lake, Trembleur Lake und den Takla Lake im zentralen Innern von British Columbia)
    - Wet'suwet'en oder Westliche Carrier (Yinka Whut'en – „Menschen der Welt“ und um sich von anderen Gruppen abzugrenzen als Wet'suwet'en bzw. Wit'suwit'en – „Volk vom Bulkley River“; lebten teilweise in den Coast Mountains und Hazelton Mountains sowie im Flussgebiet des Bulkley River (Wet'sinkwha / Wa Dzun Kwuh), einschließlich des Broman Lake und François Lake)
- Sarcee oder Sarsi (Tsuu T'ina bzw. Tsu T'ina – „viele Menschen“ oder „eine große Anzahl von Menschen“; Namensherkunft: die einst feindlichen Blackfoot nannten sie auf Grund ihres Wagemutes und Kriegskunst saahsi, sarsi oder Sucseqwan – „kühnes, mutiges Volk“ oder „stures, trotziges Volk“[18], lebten als nördlichste Vertreter der Plainsindianer in den östlichen Ausläufern der Rocky Mountains, den Parks und Plains im Nordosten von British Columbia und im Nordwesten Albertas westlich von Edmonton)
- Dane-zaa oder Tsattine (je nach Dialekt: Daneẕaa, Dane-Zaa, Dunne Tsaa, Dunne-za / Dunne Za oder Dunneza – „das wahre, prototypische Volk“; Namensherkunft: die Dakelh bezeichneten sie als Tsat'en, Tsattine oder Tza Tinne und die Cree als Amiskiwiyiniw oder Amisk Wiyiniwak „Bieber-Volk“ bzw. „Volk inmitten von Bibern“. Daher wurden sie früher im Englischen oft als Beaver und im Französischen als Gens de Castor und in ethnologischen Berichten als Tsatinne bezeichnet. Vor 1800 lebten die Dane-zaa weiter östlich nahe dem Athabaska und Clearwater Rivers und nordwärts bis zum Lake Athabasca sowie in Gebieten nördlich des Upper Peace River, nach schweren Kämpfen mit in ihre östlichen Gebiete vordringenden bewaffneten Plains Cree, schlossen sie mit diesen ca. 1800 am Peace River Frieden, die Plains Cree mussten südlich und östlich und die Dane-za endgültig nördlich und westlich des Peace River bleiben).

## Kultur

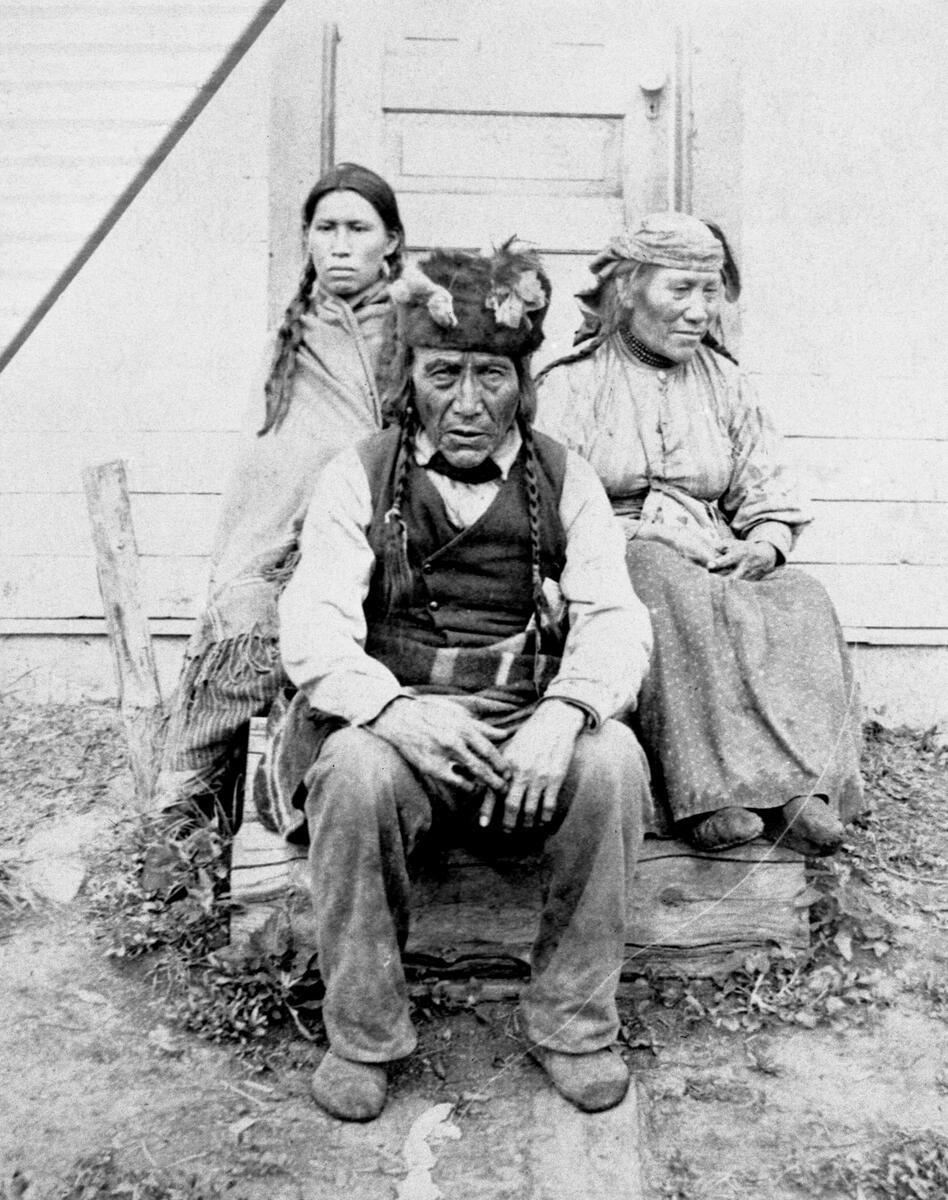
Anführer der Beaver-Athabasken mit Familie 1899

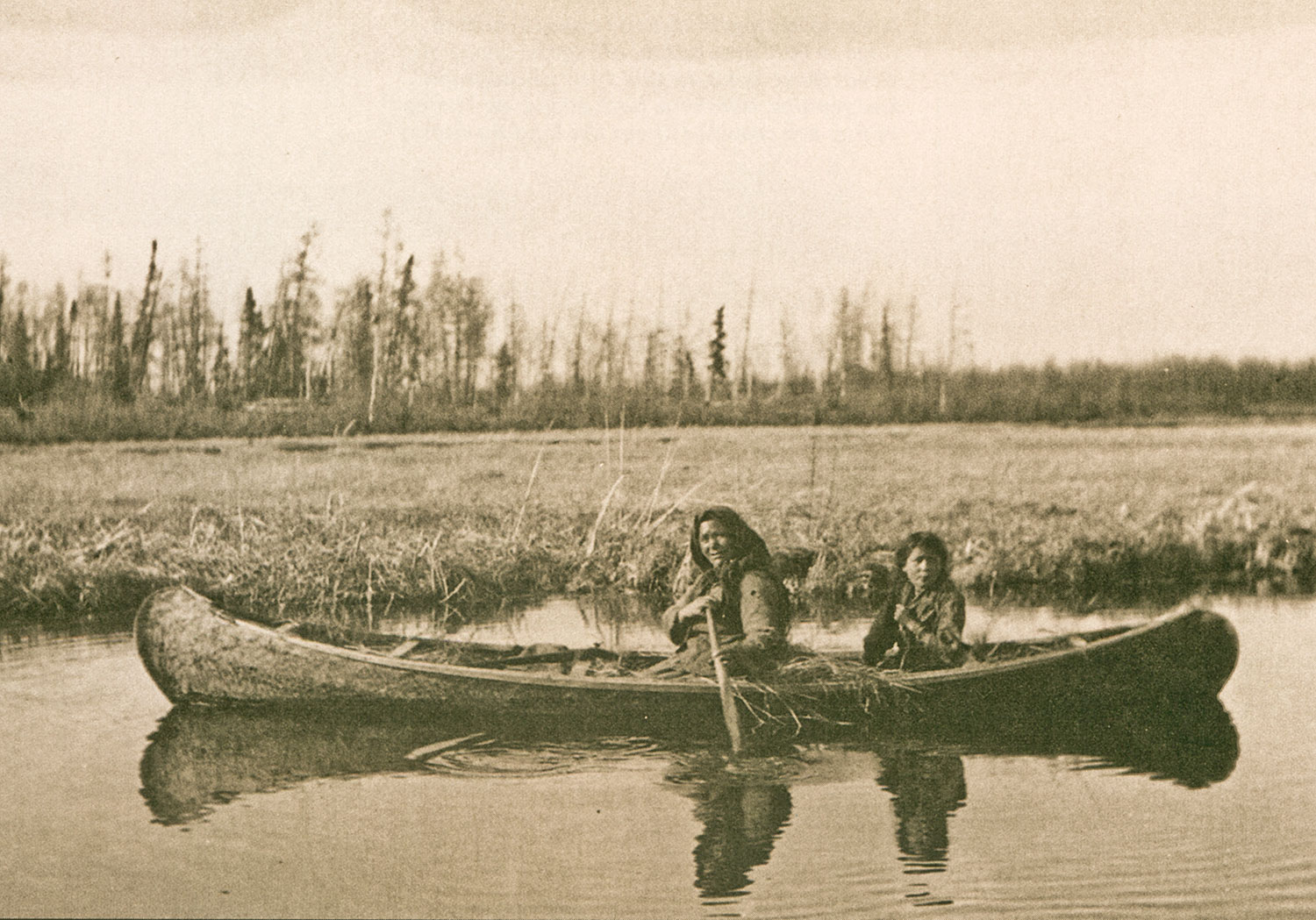
Eine Chipewyan Frau mit Kind auf der Jagd nach Bisamratten im Garson See in Saskatchewan

Die Athabasken waren seit jeher nomadische Jäger und Sammler oder halbnomadische Fischer und bildeten den gesamten Westteil des subarktischen Kulturareales der nordamerikanischen Indianer. Der Wald bot den Menschen reichlich tierische Nahrung: Waldkaribus, Waldbisons, Hirsche und Elche. Entlang der Flüsse wurde rege Fischfang betrieben. Pflanzenkost (Beeren, Wurzeln, verschiedene Wildkräuter und vorverdaute Pflanzenreste aus dem Magen erlegter Karibu) standen jedoch nur in geringen Mengen zur Verfügung. Durch den Handel mit den Europäern wurde die Pelztierjagd im 18. Jahrhundert zur Basis ihrer Wirtschaft. Die herrscherlosen und basisdemokratisch organisierten Athabasken streiften in kleinen, egalitären Verwandtschaftsgruppen durch die Nadelwälder und Tundren ihrer Heimat.

„Einige Dene sagen, daß die Erde unser Körper ist. Andere sagen, sie ist ein großer Selbstbedienungsladen. […]“

Der Alltag dieser im hohen Norden lebenden Menschen wurde früher vor allem durch die Umwelt- und Klimaverhältnisse geprägt, denen man sich möglichst gut anpassen musste, um gut zu leben. Die wichtigsten Materialien zur Herstellung von Kleidung und Gebrauchsgegenständen waren Leder, Pelze und Birkenrinde, aus der vor allem Behälter und Kanus hergestellt wurden. Die Behausungen bestanden früher aus konischen Zelten (ähnlich den Tipis der Prärie-Indianer) im Südosten und Pultdach-Zelten im Nordwesten, die mit Fell oder Rinde gedeckt waren. Dort kamen auch noch Blockhäuser und Erdhütten hinzu. Die längste Zeit des Jahres herrschte Winter. Als Transportmittel waren den athabaskischen Völkern Hundeschlitten in der Regel unbekannt (im Gegensatz zu den benachbarten Yupik und Iñupiat Eskimo); sie nutzten bei ihren langen Fußwanderungen die Hunde nur zur Jagd, zum Schutz ihrer Lager sowie als Packtiere. Dies stellten auch die ersten Pelzhändler und Forscher Mitte des 19. Jhd. fest, als sie entlang des Yukon River weiter ins Landesinnere von Alaska und Kanada vorstießen. Nur die kulturell stark von den Yupik beeinflussten Ingalik und Holikachuk sowie die Koyukon nutzten Hundeschlitten, vermutlich hatten sie diese Technik von den Iñupiat oder Yupik gelernt. Die anderen, einschließlich der Gwich'in, Tanana, Ahtna sowie der übrigen Athabasken, zogen ihre Schlitten oder Toboggans (kufenlose Schlitten) per Hand. Wahrscheinlich führten die Athabasken in Nordamerika den Rahmenschneeschuh ein, zumindest haben sie ihn am vollkommensten entwickelt. Dieser ermöglicht ihnen auch bei hohem Schnee die Jagd auf Großwild. In den schneefreien Monaten diente vor allem das Kanu als Fortbewegungsmittel.
In der Freizeit war und ist den Athabasken Gesang und Tanz sehr wichtig: Es gibt ein sehr weitreichendes Liedgut zu allen Themen des Lebens. Früher waren die Lieder zudem eine Möglichkeit zur Wissensvermittlung an die Kinder, die bereits sehr früh mit der Musik konfrontiert wurden. Bei den Athabasken Alaskas kannte man zudem den Potlatch, ein rituelles Geschenkfest bei großen Zusammenkünften, das von den Nordwestküstenkulturen übernommen wurde. Ein über die Grenzen Kanadas hinaus bekannter athabaskischer Musiker ist Jerry Alfred von den Selkirk-Tutchone.
Seit Mitte des 20. Jahrhunderts nimmt die Assimilation der Athabasken durch die moderne Gesellschaft immer mehr zu. Zu Anfang des 21. Jahrhunderts sprechen noch rund 50 Prozent der Dené ihre Muttersprachen, die jedoch zum Teil vom Verschwinden bedroht sind.

### Sozialstrukturen

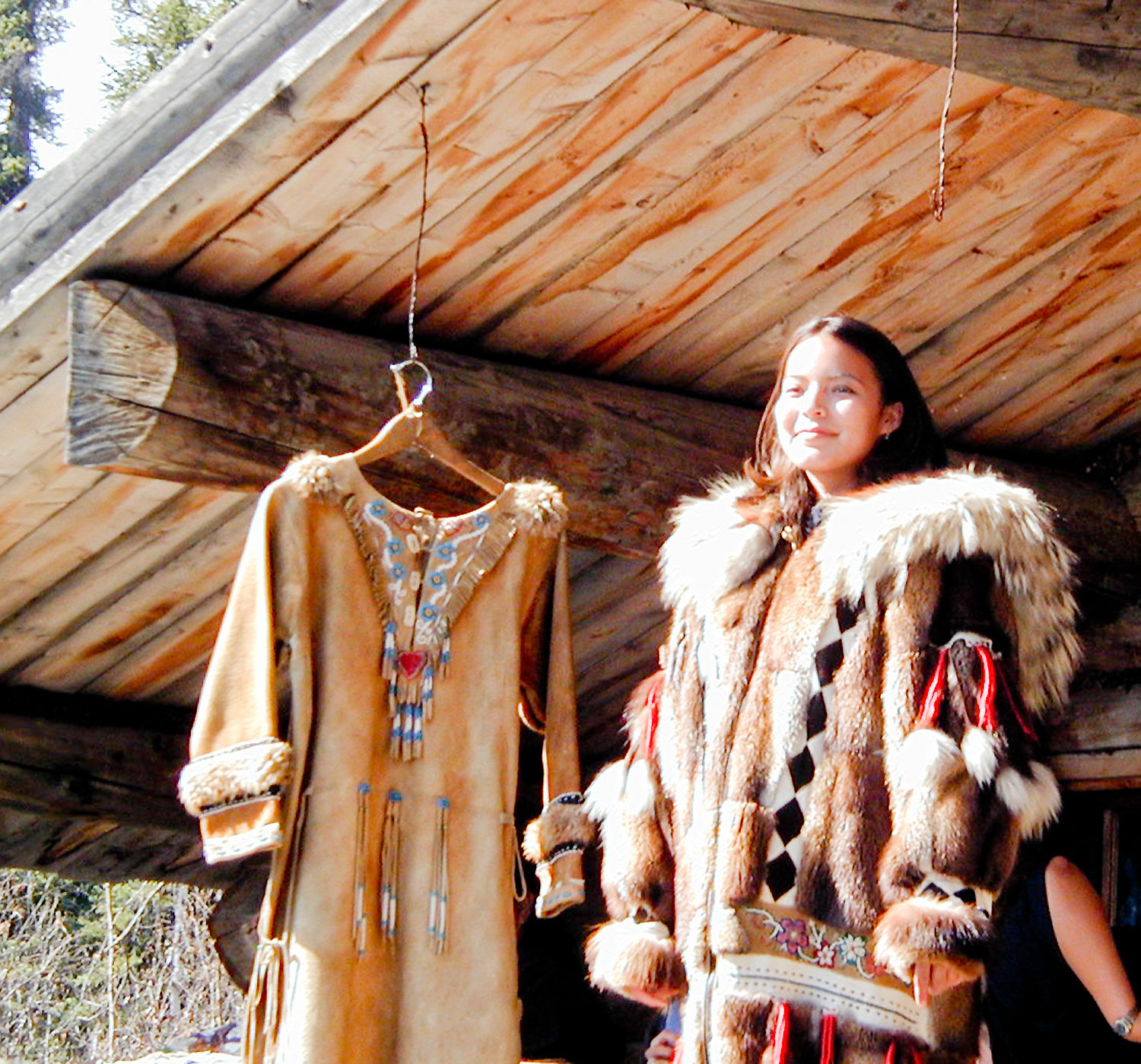
Junge Athabaskenfrau aus Talkeetna mit traditionellen Kleidungsstücken

Das soziale Leben ist seit jeher von drei Prinzipien bestimmt:
Der erste Grundsatz war Pragmatismus. Die Größe der Gruppen musste sich zwangsläufig an den zur Verfügung stehenden Ressourcen orientieren, die im hohen Norden räumlich und zeitlich sehr unterschiedlich waren. War nur wenig Nahrung vorhanden, lebten die Athabasken in lokalen Gemeinschaften (engl. local bands) bzw. Familiengruppen, die aus einer oder mehreren matrilokalen und matrilinearen Großfamilien bestanden (Hier bildeten wiederum die stark kulturell und sozial von den Yupik geprägten Holikachuk und Ingalik eine Ausnahme). War genügend Nahrung vorhanden, bildeten mehrere Lokalgruppen eine regionale Band (siehe auch: Wildbeuter-Horde). Noch größere Lager wurden errichtet, wenn Zeremonien, Feiern und ähnliches stattfanden. Dennoch waren die Territorien selbst der kleinsten Gruppen genau festgelegt.
Das zweite Prinzip hieß Verwandtschaft. In der Regel waren in einer Lokalgruppe oder Band die Mitglieder untereinander in irgendeiner Weise verwandt. Zur Vermeidung von Inzest gehörten Männer und Frauen jedoch unterschiedlichen Clans an, die durch unterschiedliche Totems (Gruppenabzeichen) voneinander abgegrenzt wurden. Das Totem war nach Tieren und Pflanzen (aber auch Bergen, Flüssen, Quellen und ähnlichem) benannt und stellte überdies eine mythisch-verwandtschaftliche Verbindung zu diesen her. Da sie glaubten, dass jeder Clan von einer gemeinsamen Stammmutter bzw. einem gemeinsamen Ahnen (dies konnten auch Tiere und Naturerscheinungen sein) abstammen würde, erlaubten ihre Heiratsregeln keine Heiraten innerhalb des gleichen Clans und waren tabu. Hierdurch waren sie gezwungen, ihre zukünftigen Ehepartner außerhalb ihres eigenen Clans innerhalb ihrer Band oder Stammesgruppe oder unter ebenfalls in matrilineare Clans organisierten benachbarten Völkern zu suchen, so dass diese gegenseitigen exogamen Heiraten zwischen zwei (oder mehreren) Gruppen zur Grundlage umfassender Allianzen zwischen (wie bei den Athabasken und Tsimshian sogar ethnisch und sprachlich) verschiedenen Völkern wurden (siehe Frauentausch). Für diese Völker war nicht die sprachliche oder ethnische Abstammung von Bedeutung, sondern die Zugehörigkeit zum Clan der Mutter. Da alle Stämme glaubten, die Clans seien untereinander verwandt, konnten sie in Not- oder Kriegszeiten auch auf Hilfe von Clanmitgliedern benachbarter Stämme setzen. Die Mitglieder eines Clans betrachteten sich somit als Blutsverwandte mit einer gemeinsamen Stammmutter bzw. Ahnen.
So hatten z. B. die zu den nördlichen Athabasken zählenden Wet’suwet’en, Babine und Dakelh das Clansystem der benachbarten Tsimshian-sprachigen Gitxsan, Nisga’a und Tsimshian übernommen und unterteilten sich ebenfalls in mehrere Clans; die Wet’suwet’en: Gilseyhu (Großer Frosch Clan), Laksilyu (Kleiner Frosch Clan), Gitdumden (Wolf / Bären Clan), Laksamshu (Fireweed Clan), Tsayu (Biber Clan), die Babine: Likh c’ibu (Bären Clan), Likh tsa mis xu (Biber Clan), Jilh tsekh xu (Frosch Clan) und Gilanton (Karibu Clan) sowie die Dakelh: Likh ji bu (Bären Clan), Gilhanten (Karibu Clan), Jihl tse yu (Frosch Clan) und Likh sta Mis yu (Biber Clan).
Der dritte soziale Grundsatz war Individualität. Jeder konnte seine Band-Zugehörigkeit frei wählen, sofern es dort Verwandte gab. Dieses Prinzip verhinderte unter anderem Streitigkeiten und sorgte für den Zusammenhalt der Band.
Trotz dieser Prinzipien, die eine völlige Isolation der Lokalgruppen verhinderte, bildeten sich überall abweichende Gewohnheiten, Bräuche, Dialekte und Überzeugungen heraus. So betrachteten sich die Athabasken nie als ein Volk, höchstens als verwandte Ethnien.

### Glaube

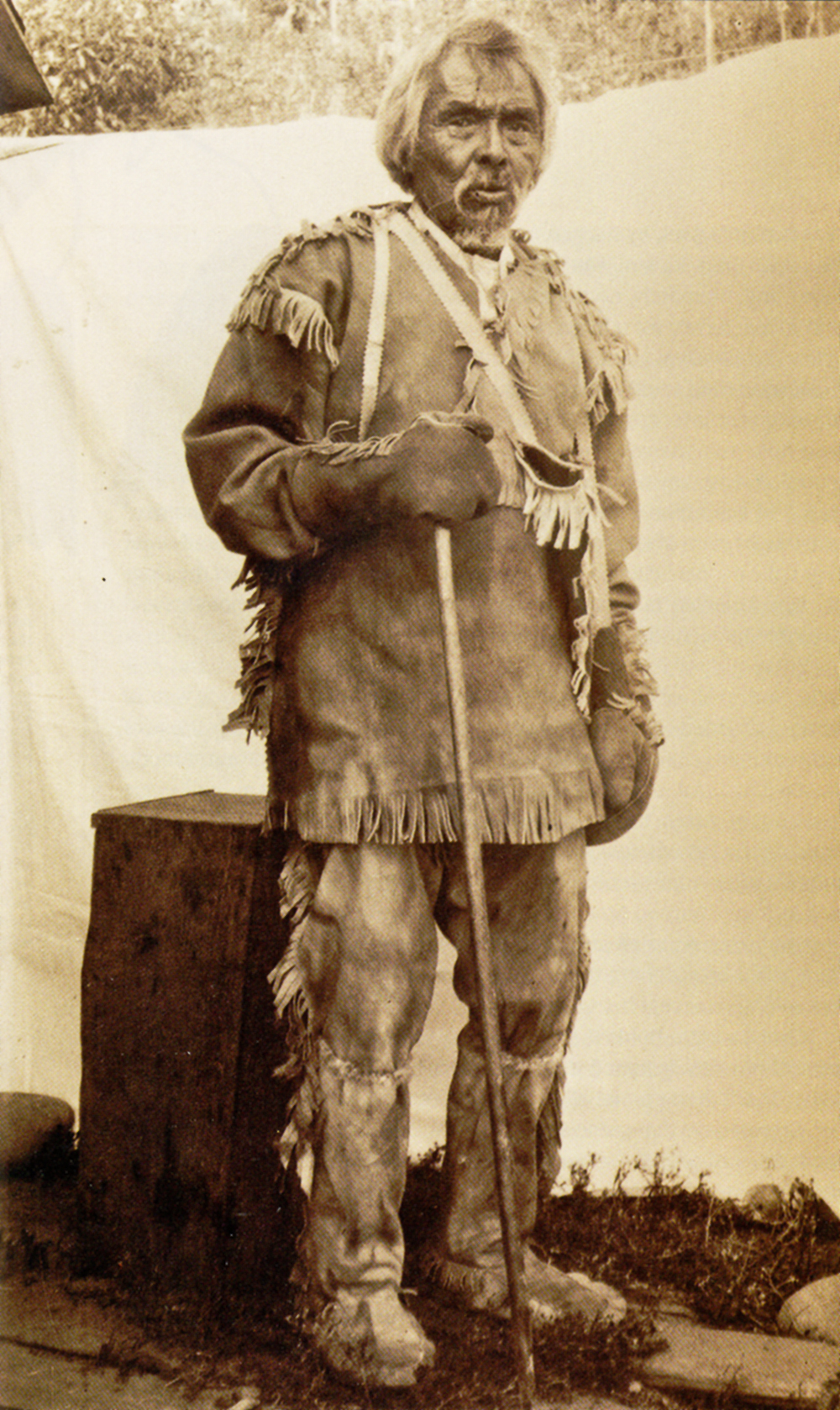
James Teit, Medizinmann der Tahltan-Athabasken, ca. 1932

Die ursprüngliche Religion der Athabasken war animistisch: der Glaube, dass alle Lebewesen und auch einige unbelebte Naturobjekte beseelt, bzw. von Geistern (Yega) bewohnt sind. Diese Yegas galten als sehr mächtig und mussten durch korrektes Verhalten (z. B. bei der Jagd) und Opfergaben wohl gestimmt werden. Prinzipiell wurden Tiere rituell verehrt. Verstöße gegen die Sitten hatten möglicherweise die Rache der Geister zur Folge, die sich in Krankheiten, Not und Elend äußern konnte. In solchen Fällen wurden bestimmte Beschwichtigungszeremonien durchgeführt. Half das nichts, musste ein Medizinmann oder eine Medizinfrau zu Rate gezogen werden, um die Geister zu beschwören und zu besänftigen.
Offiziell sind fast alle Athabasken heute Christen. In Alaska fand die Missionierung bereits durch die Russen statt, so dass die dortigen Indianer in der Regel orthodoxe Christen sind. In Kanada begann die Christianisierung in der Pelzhandelszeit, unter anderem auch, um den Handel für die Europäer abzusichern. Aufgrund der extrem dünn besiedelten Wohngebiete der Athabasken erreichten die Missionare die Menschen nur sporadisch, so dass die religiöse Praxis bis heute noch mehr oder weniger viele Elemente des traditionellen Glaubens enthält (siehe auch: Synkretismus). Besonders interessant ist hier das Wirken moderner Propheten der Dogrib und benachbarter Gruppen.

## Erforschung und Aufzeichnung

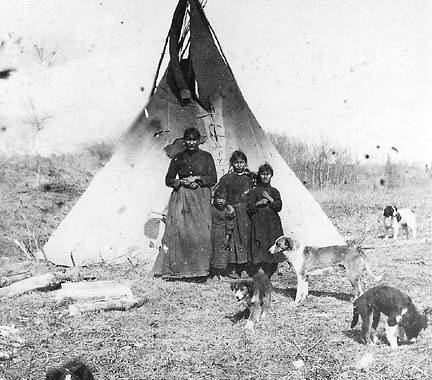
Beaver-Athabasken vor ihrem Tipi

Die Geschichte der Athabasken ist wenig bekannt, da erst seit Anfang des 20. Jahrhunderts ernsthafte Versuche gemacht wurden, sie zu erforschen. Noch mehr gilt dies für die an archäologischen Funden arme Vorgeschichte ihres Siedlungsgebiets, die erst seit den 1970er Jahren allmählich erhellt wird. Seit ca. 1000 v. Chr. sind die Athabasken im Einzugsgebiet des Mackenzie River nachweisbar. Ihnen voraus (seit etwa 3000 / 2000 v. Chr.?) geht der archäologische Tayee-Lake-Komplex im Süden Yukons.
Um 1770 stießen Pelzhändler zum Lake Athabasca vor, wo sie mit Gruppen der Athabasken in Verbindung traten, u. a. mit den Beaver, Slavey, Dogrib und Gwich'in.
Im Jahre 1908 reiste der Anthropologe Robert Lowie nach Kanada, um die Lebensweise der Chipewyan zu erforschen und eventuell deren Geschichte zu rekonstruieren. Signifikant ist, dass Lowie nicht in der Lage war, mehr als nur Legenden herauszufinden. Im Nachhinein sagte Lowie: „Wissenschaftlich gesehen, war es der unfruchtbarste Forschungstrip meiner Karriere.“

## Heutige Situation

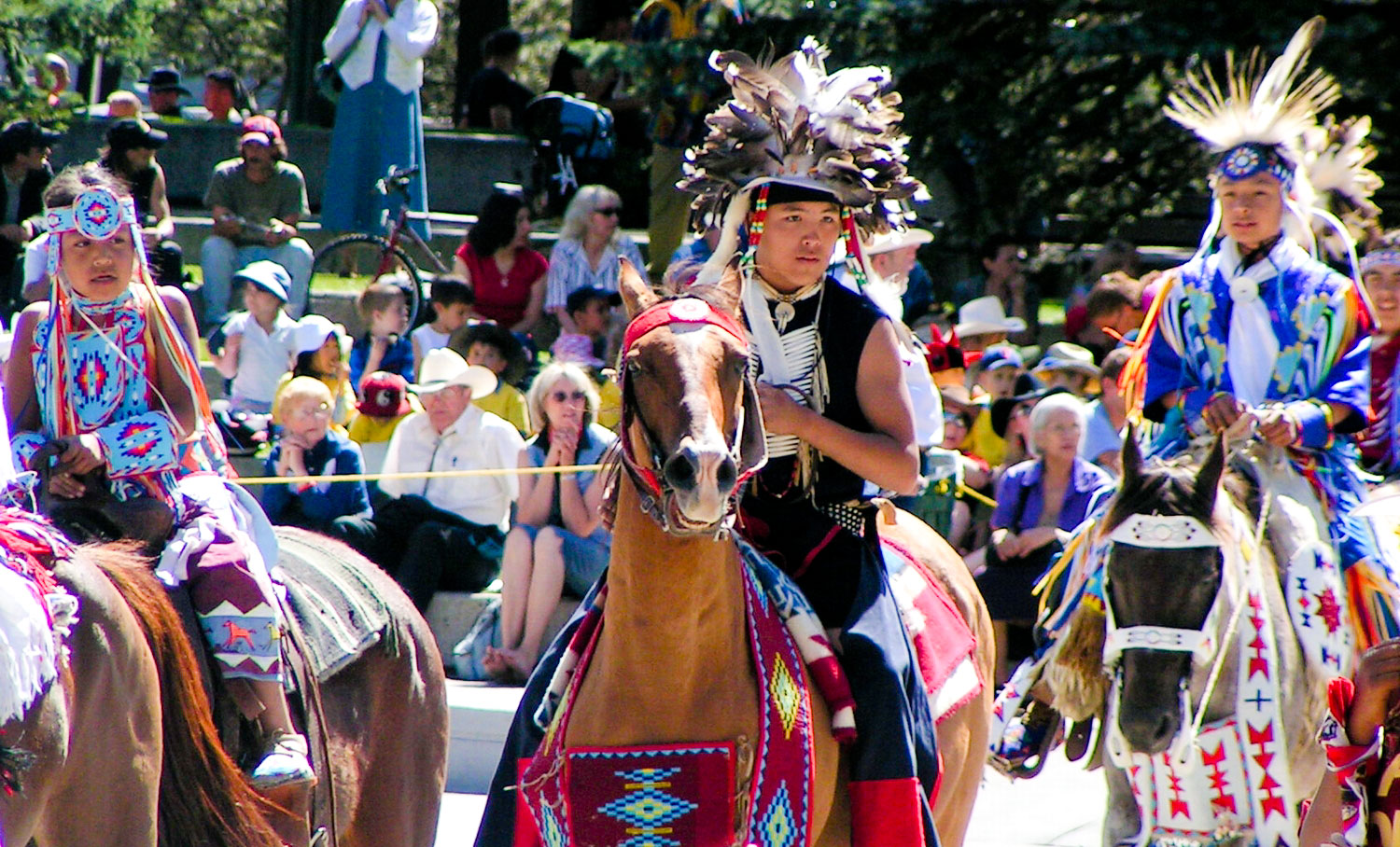
Kinder der Sarcee-Athabasken bei einer Parade. Die Sarcee waren historisch das nördlichste Volk der Präriekulturen

Athabasken leben heute weniger in Reservaten, sondern meist in Städten. Dennoch gibt es immer noch zahlreiche abgelegene Dörfer mit vorwiegend athabaskischen Einwohnern. Subsistenzorientierte Jagd und Sammelwirtschaft sowie die kommerzielle Pelztierjagd spielen dort bei manchen Gruppen immer noch eine wichtige Rolle.
Athabasken haben als Indianer das Privileg einer freien Sozialversicherung sowie eigene Vertretungen, sogenannte Native Corporations, die eingeschränkt eigene Gesetze erlassen können. Dies hat zur Folge, dass manche Native Corporations das Glücksspiel legalisiert haben, obwohl es in dem Staat, in dem sie sich befinden, verboten ist. Dies und die Tatsache, dass sich zahlreiche erdölreiche Ländereien im Besitz von Native Corporations befinden, hat manchen zu Wohlstand verholfen.

## Trivia
Der am 28. Februar 1981 entdeckte Asteroid des inneren Hauptgürtels (3307) Athabasca wurde nach den Athabasken benannt.